# Элия Бурбон-Пармский
Элия Бурбон-Пармский (итал. Elia di Borbone-Parma; 23 июля 1880, Биарриц, Франция — 27 июня 1959, Фридберг, Австрия) — глава Пармской ветви Бурбонов с 1950 по 1959 год. С 1907 по 1950 год был регентом при двух старших братьях, страдавших психическими заболеваниями.

## Биография
Элия Бурбон-Пармский родился в Биаррице, во Франции 23 июля 1880 года. Он был младшим сыном Роберта I, герцога Пармского и Пьяченцского от его первой жены Марии Пии Бурбон-Сицилийской, дочери Фердинандо II, короля Обеих Сицилий.
Несмотря на утрату владетельного статуса, Роберто I Бурбон-Пармский и его семья сохранили большое состояние. Им принадлежали замок Шварцау-ам-Штайнфельде близ Вены в Австрии, вилла Пьяноре близ Виареджо в Италии и замок Шамбор во Франции.
В 1907 году после смерти герцога Роберто I, титулярным герцог Пармским и Пьяченцским стал его старший сын Энрико Бурбон-Пармский, оказавшийся душевнобольным. Спустя четыре месяца при дворе Австрийской империи, он и его пять братьев и сестёр были объявлены недееспособными. Элия Бурбон-Пармский стал регентом при старшем брате и опекуном сводного брата. В 1907 году император Франц Иосиф I наградил его Орденом Золотого руна. В 1910 году он пришёл к соглашению со своими сводными братьями, детьми отца от его второй жены, о разделе семейного имущества. Элия Бурбон-Пармский, как глава семьи, получил половину наследства, в том числе замок Шамбор.
В 1915 году замок Шамбор был конфискован правительством Франции, так, как Элия Бурбон-Пармский во время Первой мировой войны воевал на стороне Австрийской империи. По Сен-Жерменскому договору 1919 года замок был конфискован окончательно, но его бывшему хозяину была выплачена компенсация в одиннадцать миллионов франков.
В 1939 году умер Энрико Бурбон-Пармский, и титул герцога Пармского и Пьяченцского перешёл к Джузеппе Бурбон-Пармскому, который также был душевнобольным человеком. Элия Бурбон-Пармский продолжал исполнять обязанности регента. Только после смерти старшего брата в 1950 году он стал полноправным главой Бурбон-Пармского дома.
Элия Бурбон-Пармский умер во Фридберге, в Австрии 27 июня 1959 года и был похоронен на кладбище деревни Мёнихкирхен.

## Семья
25 мая 1903 года в Вене Элия Бурбон-Пармский женился на Марии Анне фон Габсбург, эрцгерцогине Австрийской и герцогине Тешенской, дочери Фридриха фон Габсбурга, эрцгерцога Австрийского и герцога Тешенского. В этом браке родились восемь детей.
- Елизавета Бурбон-Пармская (17 марта 1904 — 13 июня 1983), замужем не была. Детей не имела.
- Карло Бурбон-Пармский (22 сентября 1905 — 26 сентября 1912), умер от полиомиелита.
- Мария Франческа Бурбон-Пармская (5 сентября 1906 — 20 февраля 1994), замужем не была. Детей не имела.
- Роберто Уго Бурбон-Пармский (7 августа 1909 — 25 ноября 1974), женат не был. Детей не имел.
- Франко Бурбон-Пармский (14 июня 1913 — 29 мая 1939), женат не был. Детей не имел.
- Джованна Бурбон-Пармская (8 июля 1916 — 1 ноября 1949), замужем не была. Детей не имела. Убита в результате перестрелки.
- Алиса Бурбон-Пармская (13 ноября 1917 — 28 марта 2017), вышла замуж за принца Альфонсо Мария Бурбон-Сицилийского, герцога Калабрийского и инфанта Испанского.
- Мария Кристина Бурбон-Пармская (7 июня 1925 — 1 сентября 2009), замужем не была. Детей не имела.

## Награды
— кавалер Ордена Золотого руна